# Kinder Morgan

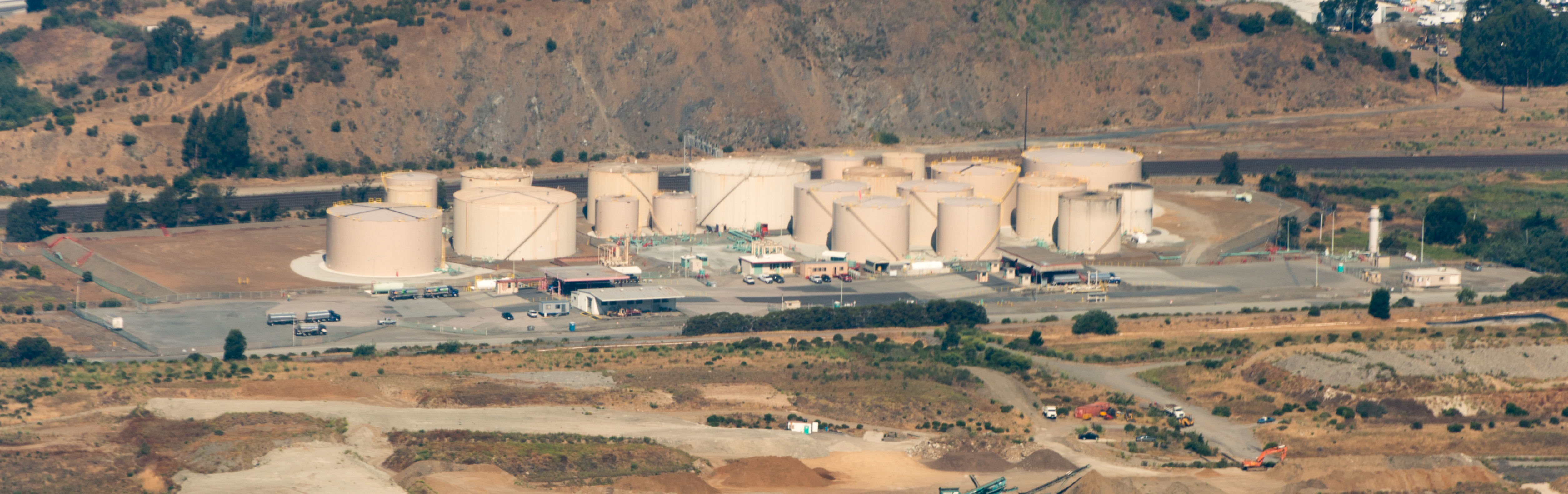
Kinder Morgan-Tanklager in Brisbane (Kalifornien)

Kinder Morgan ist ein US-amerikanisches Unternehmen mit Firmensitz in Houston, Texas. Es ist im Aktienindex S&P 500 gelistet.
Kinder Morgan betreibt 135.000 km Erdgas- und Erdöl-Pipelines und etwa 180 Tanklager in den Vereinigten Staaten. Das Unternehmen wurde von Richard Kinder gegründet und entstand 1997 als Spin-off von Enrons Pipelinegeschäft. Zu Kinder Morgan gehören die Tochterunternehmen Kinder Morgan Energy Partners, Kinder Morgan Management und El Paso Pipeline Partners. Kinder Morgan ist außerdem der führende Lieferant von Kohlendioxid für die tertiäre Ölgewinnung in Nordamerika.
Ende 2015 übernahm das Unternehmen für 3 Mrd. US-Dollar die Firma Hiland Partners von Harold Hamm.
Anfang Juni 2018 teilte die kanadische Regierung mit, die bisherige Trans Mountain Pipeline zwischen den Bundesstaaten Alberta und British Columbia mit dem Zielhafen Vancouver erwerben zu wollen. Eine geplante Erweiterung der Pipeline auf eine dreifache Kapazität war in den letzten Jahren heftig umstritten, insbesondere bezogen diese beiden Provinzen gegenteilige Positionen, BC war dagegen; beiden fühlt sich die Regierung Trudeau gleichermaßen verpflichtet, um ihre generellen Klimaziele zu erreichen. Als Kinder Morgan ein Ultimatum für eine Genehmigung stellte, schritt die Regierung zum Erwerb der ganzen Pipeline, um den Ausbau und die Modernisierung des maroden Systems nach ihren eigenen Kriterien hinsichtlich Sicherheit und Umweltschutz betreiben zu können. Am 30. August 2018, am selben Tag, als der Aufsichtsrat von KM den Verkauf der Pipeline an Kanada beschloss, erklärte ein kanadisches Obergericht die gesamte bisherige Erweiterungs-Planung für rechtswidrig. Sie muss neu begonnen werden, unter Rücksicht auf Territorien der First Nations, z. B. der Burrard, und den Umweltschutz, besonders in den gefahrgeneigten Gewässern zwischen Vancouver und dem offenen Pazifik.
Im Dezember 2019 wurde der kanadische Unternehmensteil Kinder Morgan Canada durch den Pipelinebetreiber Pembina Pipeline übernommen.